# Am stärksten betroffene Länder
Der Begriff am stärksten betroffene Länder (Most Seriously Affected Countries, kurz: MSAC) ist ein von den Vereinten Nationen festgelegter sozialökonomischer, jedoch veralteter Status, den eine Gruppe von extrem armen Ländern überall in der Welt besaß. Diese am stärksten betroffenen Länder der Welt waren eine Stufe unter den am wenigsten entwickelten Ländern angeordnet, in der besonders arme Länder eingeteilt sind.
Die Bezeichnung Most Seriously Affected Countries entstand in der Folge der Ölkrise von 1973 und verschwand gegen Ende der 80er Jahre aus dem UN-Vokabular. Unterschieden wird heute lediglich zwischen den am wenigsten entwickelten Ländern, den Entwicklungsländern ohne Meereszugang und den kleinen Inselentwicklungsländern.

## Klassifikationsmerkmale
Länder der MSAC wurden nach folgenden Merkmalen eingeteilt:
1. ein niedriges Pro-Kopf-BIP
2. ein geringer Industrienanteil am BIP
3. eine hohe Analphabetenquote
4. einseitige Exportstrukturen bei gleichzeitiger Verschlechterung der Terms of Trade
5. hohe Verschuldung
6. wirtschaftliche Rezession